# Dzierzenek
Dzierzenek – część wsi Szynkowizna w Polsce położona w województwie kujawsko-pomorskim, w powiecie brodnickim, w gminie Osiek. Do 31 grudnia 2019 roku samodzielna wieś.
W latach 1975–1998 miejscowość administracyjnie należała do województwa toruńskiego.